# Фахрутдинова, Алисэ Наилевна
Алисэ Наилевна Фахрутдинова (род. 23 февраля 1990, Москва) — российская и узбекистанская спортсменка по современному пятиборью, мастер спорта России (2008), мастер спорта России международного класса (2009). Четырехкратная чемпионка России (2012, 2013, 2017, 2018) в команде и эстафете. Обладатель Кубка России (2015) в командном первенстве. Чемпионка мира среди юниоров в команде (2009), вице-чемпионка мира среди юниоров (2011) по современному пятиборью в личном первенстве. В 2011 году признана лучшей молодой пятиборкой России (номинация «Надежда современного пятиборья»).

## Биография
Фахрутдинова Алисэ Наилевна родилась 23 февраля 1990 года в Москве. В 1998 году начала заниматься пятиборьем в СДЮСШ «Юность Москвы» по современному пятиборью и конному спорту (директор Карташов Алексей Михайлович) на спортивном комплексе «Битца». Первый тренер Анна Владимировна Елизарова (Лаврушкина). С 2008 по 2013 г.г. тренировалась под руководством Посудникова Владимира Александровича и заслуженного тренера России Сальникова Романа Евгеньевича на ОУСЦ «Планерная».
В сборной команде России тренировалась под руководством заслуженного мастера спорта СССР, заслуженного тренера России Алексея Хапланова в школе олимпийского резерва "Северный! Москомспорта.
В 2013 году окончила Российский Государственный университет по физической культуре и туризму (РГУФК, Москва).
Выступала за «Профсоюзы» (Москва) и ЦСКА (Москва). Член сборной команды России по современному пятиборью с 2007 по 2019 г.г.
С 2019 года выступает за Узбекистан под руководством тренера Евдокии Гречишниковой.

## Спортивные звания
- Мастер спорта России по современному пятиборью.
- Мастер спорта России международного класса.

### Достижения
- Серебряный призер Чемпионата Европы (2017, Минск) в эстафете вместе с Анной Буряк.
- Чемпионка России в эстафете (2012, Москва), в команде (2013, Москва) в составе сборной г. Москвы.
- Серебряный призер Чемпионата России (2011, Уфа) в эстафете (сборная Москвы).
- Обладатель Кубка России (2015) в командном зачете (Фахрутдинова А., Савченко А., Хураськина Е.), серебряный призер в личном первенстве.
- Чемпионка мира среди юниоров в команде (2009), серебряный призер в личном первенстве (2011).
- Бронзовый медалист Чемпионата мира в эстафете (2013, Тайвань) в составе сборной России (Д. Римшайте, А. Савченко, А. Фахрутдинова).
- Участница чемпионата мира в личном первенстве — (2012, Рим).
- Обладатель удостоверения рекордсменки мира в бонусной системе в фехтовании в современном пятиборье от портала «Рекорды в спорте» информационного агентства «Национальная служба новостей» 2015 года.
- 3 место в общекомандном зачете на Чемпионате Азии по современному пятиборью (2019, Ухань).
- Серебряный призер в эстафете микст на Чемпионате Азии по современному пятиборью (2019, Ухань).
- Участница Олимпиады Токио 2020.

## Олимпийские игры
- На Олимпийских играх 2020 в Токио выступала в личном первенстве .
- Итоговые результаты.

| Место | Спортсмен                       | Возраст | фехтование результат/победы/поражения | плавание результат/очки | конкур | Комбайн результат/очки | Сумма |
| 30    | Алисэ Фахрутдинова · Узбекистан | 31 года | 196 16V-19D                           | 2.16,45/278             | 226    | 13.56,66/465           | 1165  |

## Результаты
| Турнир/Год                                                  | 2007 | 2008 | 2009     | 2010     | 2011     | 2012             | 2013     | 2014     | 2015     | 2016    | 2017    | 2018 | 2019     | 2020 | 2021     |
| ----------------------------------------------------------- | ---- | ---- | -------- | -------- | -------- | ---------------- | -------- | -------- | -------- | ------- | ------- | ---- | -------- | ---- | -------- |
| Олимпийские игры Личное первенство                          | —    | —    | —        | —        | —        | -                | -        | —        | -        | —       | —       | —    | -        | -    | 30 место |
| Чемпионат мира Личное первенство                            | —    | —    | —        | —        | —        | 22 место п/финал | 16 место | —        | 30 место | —       | —       | —    | 24 место |      |          |
| Чемпионат мира Командное первенство                         | —    | —    | —        | —        | —        | —                | —        | —        | 6 место  | —       | —       | —    | —        |      |          |
| Чемпионат мира Эстафета                                     | —    | —    | —        | —        | —        | —                | 3        | 6 место  | —        | —       | —       | —    | —        |      |          |
| Чемпионат мира Микст (смешанная эстафета)                   | —    | —    | —        | —        | —        | —                | —        | —        | —        | —       | —       | —    | 9 место  |      | 10 место |
| Чемпионат Европы Личное первенство                          | —    | —    | —        | —        | —        | —                | 22 место | —        | —        | —       | —       | —    | —        |      |          |
| Чемпионат Европы Командное первенство                       | —    | —    | —        | —        | —        | —                | —        | —        | —        | —       | —       | —    | —        |      |          |
| Чемпионат Европы Эстафета                                   | —    | —    | —        | —        | —        | —                | —        | —        | —        | —       | 2       | —    | —        |      |          |
| Чемпионат Европы Микст (смешанная эстафета)                 | —    | —    | —        | —        | —        | 7 место          | —        | —        | —        | —       | —       | —    | —        |      |          |
| Чемпионат России Личное первенство                          | —    | —    | —        | —        | 8 место  | 5 место          | 6 место  | —        | —        | 4 место | 7 место | —    | 8 место  |      |          |
| Чемпионат России Командное первенство                       | —    | —    | —        | —        | —        | —                | 1        | —        | —        | —       | 1       | —    | 2        |      |          |
| Чемпионат России Эстафета                                   | —    | —    | —        | —        | 2        | 1                | —        | —        | —        | —       | —       | 1    | —        |      |          |
| Кубок России Личное первенство                              | —    | —    | —        | —        | —        | —                | 4 место  | —        | 2        | —       | —       | —    | —        |      |          |
| Кубок России Командное первенство                           | —    | —    | —        | —        | —        | —                | —        | —        | 1        | —       | —       | —    | —        |      |          |
| Международный Турнир «Кубок Кремля» Личное первенство       | —    | —    | —        | —        | —        | 14 место         | 18 место | 24 место | 11 место | —       | —       | —    | —        |      |          |
| Чемпионат мира среди юниоров Личное первенство              | —    | —    | 11 место | —        | 2        | —                | —        | —        | —        | —       | —       | —    | —        |      |          |
| Чемпионаты мира среди юниоров Командное первенство          | —    | —    | 1        | —        | —        | —                | —        | —        | —        | —       | —       | —    | —        |      |          |
| Чемпионат мира среди юниоров Эстафета                       | —    | —    | 4 место  | 2        | —        | —                | —        | —        | —        | —       | —       | —    | —        |      |          |
| Чемпионаты Европы среди юниоров Личное первенство           | —    | —    | 22 место | 19 место | 13 место | —                | —        | —        | —        | —       | —       | —    | —        |      |          |
| Чемпионат Европы среди юниоров Эстафета                     | —    | —    | —        | —        | 5 место  | —                | —        | —        | —        | —       | —       | —    | —        |      |          |
| III летняя спартакиада учащихся России Личное первенство    | 1    | —    | —        | —        | —        | —                | —        | —        | —        | —       | —       | —    | —        |      |          |
| III летняя спартакиада учащихся России Командное первенство | 1    | —    | —        | —        | —        | —                | —        | —        | —        | —       | —       | —    | —        |      |          |